# Municipio de Lone Tree (Iowa)
El municipio de Lone Tree (en inglés: Lone Tree Township) es un municipio ubicado en el condado de Clay en el estado estadounidense de Iowa. En el año 2010 tenía una población de 792 habitantes y una densidad poblacional de 8,65 personas por km².

## Geografía
El municipio de Lone Tree se encuentra ubicado en las coordenadas 43°7′30″N 95°20′24″O / 43.12500, -95.34000. Según la Oficina del Censo de los Estados Unidos, el municipio tiene una superficie total de 91.51 km², de la cual 91,22 km² corresponden a tierra firme y (0,32 %) 0,29 km² es agua.

## Demografía
Según el censo de 2010, había 792 personas residiendo en el municipio de Lone Tree. La densidad de población era de 8,65 hab./km². De los 792 habitantes, el municipio de Lone Tree estaba compuesto por el 99,37 % blancos, el 0,13 % eran amerindios y el 0,51 % eran de una mezcla de razas. Del total de la población el 0,76 % eran hispanos o latinos de cualquier raza.